# Explorer 1
Explorer 1 (officiellement 1958 Alpha 1) est le premier satellite artificiel placé en orbite par les États-Unis, qui devient la 2e nation à mettre en orbite un satellite par ses propres moyens. Il est lancé le 1er février 1958 par un lanceur Juno I depuis la base de lancement de Cap Canaveral en Floride. Le lancement d'un satellite est programmé initialement pour l'Année géophysique internationale de 1957-1958. Cet objectif se transforme en un enjeu national lorsque l'Union soviétique parvient à devancer les États-Unis en mettant en orbite le premier satellite artificiel Spoutnik 1 le 4 octobre 1957, des problèmes de mise au point ayant retardé le premier vol du lanceur américain Vanguard désigné pour ce lancement dès 1955.
Les ingénieurs de Wernher von Braun travaillant à l'Agence de missile balistique de l'armée de terre (ABMA) et du Jet Propulsion Laboratory relèvent le défi en mettant au point à la fois le lanceur et le satellite en moins de 90 jours. Le principal instrument scientifique conçu par James Van Allen emporté par ce petit satellite de quelques kilogrammes est chargé de détecter le rayonnement cosmique. Il fournit des résultats anormaux qui sont expliqués quelques mois plus tard par la présence de ceintures de radiation autour de la Terre, lesquelles prennent le nom du scientifique.

## Histoire

### Année géophysique internationale et décision du lancement d'un premier satellite
Au XIXe siècle, l'exploration des régions polaires de la Terre est effectuée initialement par des expéditions sous drapeau national (Royaume-Uni, Norvège...). Toutefois, à l'initiative des nations scandinaves, un ensemble coordonné de missions d'exploration rassemblant des chercheurs de plusieurs pays et baptisé Année polaire internationale, est organisée en 1882-1883. Cet événement est répété en 1932-1933 et une troisième édition en 2007-2008. Le 5 avril 1950, plusieurs scientifiques de premier plan dont Lloyd V. Berkner, Sydney Chapman, Fred Singer, et Ernest Harry Vestine, se réunissent dans la maison du professeur James Van Allen, spécialiste du rayonnement cosmique. Ces scientifiques, qui disposent de nombreuses relations dans les sphères académiques gouvernementales, estiment que, compte tenu des avancées dans le domaine des équipements permettant l'étude de la Terre tels que les fusées, les radars et les moyens de calcul, un événement scientifique de même type doit être organisé sans attendre. Ils proposent d'étendre le périmètre d'investigation à l'ensemble de la Terre pour en faire une année géophysique internationale. Berkner et Chapman soumettent cette proposition au Conseil international des unions scientifiques (ICSU) dont le rôle est de coordonner les recherches scientifiques des différents pays. Ils suggèrent qu'une Année géophysique internationale soit organisée en 1957-1958, car cette période correspond à un maximum de l'activité solaire,.
À l'époque, la guerre froide oppose l'Union soviétique et ses alliés aux pays occidentaux. Mais la mort de Joseph Staline en 1953 entraîne une légère détente et les pays du bloc de l'est décident de participer. Les scientifiques décident que, pour couronner cet événement, des satellites artificiels soient placés en orbite pour y collecter des données scientifiques. Le projet rassemble 60 000 scientifiques et 66 pays. Pour marquer l'événement, les deux superpuissances de l'époque proposent en 1954 de placer à cette occasion un satellite artificiel autour de la Terre. Le concept de satellite artificiel est ancien mais c'est seulement au cours des deux dernières décennies, que, sous l'impulsion de l'Allemagne nazie (missile V2) puis des deux superpuissances (développement de missiles balistiques), les avancées techniques permettent d'envisager sa mise en œuvre. L'objectif annoncé est entériné le 4 octobre 1954 par le comité organisateur de l'année géophysique internationale qui encourage tous les pays à y participer. Aux États-Unis, le lancement d'un satellite est approuvé par le comité national de l'année géophysique internationale réuni le 18 mai 1955. Bien avant cet événement, la conception d'un tel satellite est étudiée par la RAND Corporation et le bureau aéronautique de l'aéronavale américaine (US Navy), donnant lieu à des rapports publiés dès 1946. Mais pour lancer ce satellite, il faut d'abord disposer d'un lanceur capable de l'accélérer suffisamment, plus de 7 km par seconde, pour qu'il reste en orbite.

### Sélection du lanceur
En Union soviétique, le programme spatial est à cette époque entièrement géré par l'OKB 1 sous la direction de Sergueï Korolev et constitue en fait un prolongement du programme de missile balistique intercontinental lourd Semiorka en cours de développement pour les forces militaires. Il n'en va pas de même aux États-Unis en 1954. Les trois corps de l'armée américaine (armée de l'air (US Air Force), armée de terre (US Army) et l'aéronavale (US Navy) ont chacun des programmes de missiles balistiques. Par ailleurs, des scientifiques, comme James Van Allen de l'université de l'Iowa, utilisent des fusées-sondes, dérivées des travaux sur les missiles, de plus en plus puissantes pour explorer la haute atmosphère.

#### ProjetOrbiterde Wernher von Braun
À l'époque, le centre de recherche Jet Propulsion Laboratory, qui a acquis une forte expertise dans la propulsion des fusées, leur guidage et leur suivi, est rattaché à l'armée de terre et conçoit pour celle-ci des missiles balistiques à courte portée. L'un de ses responsables, William Hayward Pickering, un ingénieur néo-zélandais devenu un spécialiste des télémesures (guidage et contrôle des fusées) est à la tête du programme de missile sol-sol Corporal. Travaillant sur la base de White Sands, il y fait la connaissance de James Van Allen qui utilise des fusées V2 mises à sa disposition par Wernher von Braun pour lancer des expériences scientifiques dans la haute atmosphère. En 1954, l'équipe de von Braun, qui dirige les ingénieurs de l'Agence de missile balistique de l'armée de terre (ABMA) située Huntsville en Alabama, propose d'utiliser le missile balistique à courte portée Redstone qu'il développe surmonté par un assemblage de propulseurs à propergol solide pour en faire un lanceur et placer un satellite artificiel en orbite. Selon ses calculs, le projet peut aboutir dès septembre 1956. Wernher von Braun envoie au JPL, avec lequel il souhaite travailler, le détail de cette proposition baptisée Project Orbiter. En retour, Pickering suggère d'utiliser des fusées Recruit pour les étages supérieurs et d'installer un émetteur radio en cours de développement dans son établissement. Van Allen de son côté tente d'obtenir l'appui des responsables américains à Washington, D.C..

#### Choix du programme Vanguard
Mais ce projet de l'armée de terre n'est pas le seul en course pour lancer un satellite artificiel. Le Naval Research Laboratory (NRL) propose d'utiliser le Vanguard, un nouveau lanceur consacré à la recherche scientifique dont le second étage est une fusée-sonde Aerobee fournie par le JPL tandis que l'armée de l'air propose son missile balistique intercontinental Atlas. Ces deux lanceurs sont toutefois à un stade de développement très peu avancé. Le secrétariat à la Défense nomme en août 1955 un comité pour sélectionner un des trois projets. Ce comité est composé de deux représentants de chacune des trois armes et est dirigé par Homer Stewart, un professeur de Caltech (California Institute of Technology) également responsable d'une des divisions du JPL. Bien que le projet Orbiter soit le plus abouti, c'est le projet Vanguard proposé par le laboratoire de l'aéronavale américaine (NRL) qui l'emporte par cinq voix contre deux pour le projet Orbiter. Ce choix reflète la volonté du président américain, Dwight D. Eisenhower, de ne pas associer le programme spatial à une arme. Quelques jours plus tard, cette décision est confirmée et l'équipe de von Braun se voit interdire toute tentative de lancement de satellite,,.

### Développement d'Explorer 1et du lanceur Juno I

#### Essais du Jupiter-C

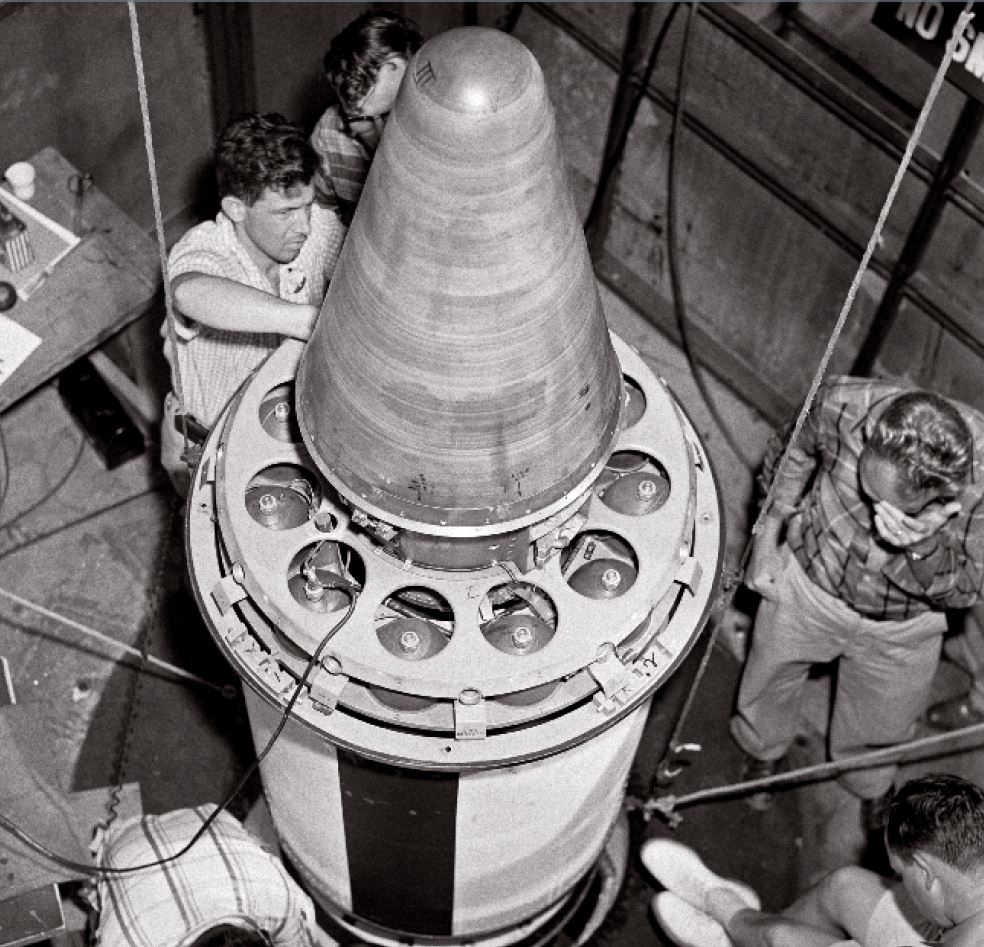
Les ingénieurs du JPL et de von Braun assemblent un bouclier thermique expérimental en fibre de verre sur un Jupiter-C destiné à protéger les têtes nucléaires (1957).

À l'automne 1955, l'armée de terre demande au JPL de l'assister dans la mise au point des têtes militaires des missiles balistiques intercontinentaux. Celles-ci sont soumises lors de leur rentrée atmosphérique à très grande vitesse à des températures de plusieurs milliers de degrés. Wernher von Braun est chargé de tester le recours à un revêtement en fibre de verre qui se sublimerait durant cette phase de vol tout en protégeant la tête militaire. Pour effectuer ces tests, le montage proposé pour le projet Orbiter est utilisé. Le JPL fournit les étages supérieurs (fusées Recruit) ainsi qu'un réseau de stations de poursuite baptisé Microlock qu'il déploie à cette occasion et qui est chargé de recueillir les données transmises par radio par le missile. Le missile ainsi obtenu est baptisé Jupiter-C (pour Jupiter Composite Reentry Test Vehicle). Le premier test est effectué en septembre 1956. Pour éviter que la fusée ne place en orbite le dernier étage, celui-ci est rempli avec du sable au lieu de propergol solide. Dès son premier essai, la charge utile s'élève jusqu'à 5 391 km établissant un nouveau record d'altitude. Deux mois plus tard, le secrétariat à la Défense, qui veut empêcher qu'un nouveau test n'aboutisse à une mise en orbite qui précéderait le programme Vanguard, envoie un mémo à l'armée de terre, l'employeur de von Braun, interdisant tout essai de missile dont la portée excède 320 kilomètres.

#### Préparatifs clandestins

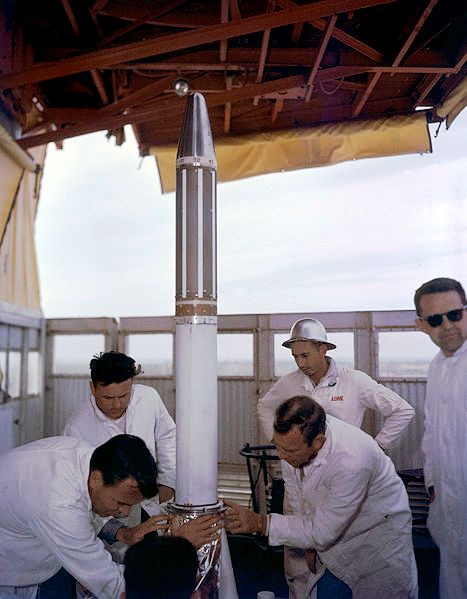
La mise en place du satellite Explorer 1 sur son lanceur Juno I.

Malgré les consignes du secrétariat à la Défense, le général John Medaris, directeur de l'Agence de missile balistique de l'armée de terre (ABMA) et von Braun soumettent en avril 1957 un plan de lancement d'une demi-douzaine de satellites artificiels à l'aide du lanceur Jupiter-C dont le premier peut être mis en orbite cinq mois plus tard. Cette proposition est rejetée par le secrétariat à la Défense. L'ABMA et le JPL continuent leurs essais sur le bouclier thermique des têtes nucléaires durant l'été 1957 lorsque les responsables soviétiques annoncent que leur pays s'apprête à lancer un satellite artificiel d'ici quelques mois. À l'époque, trois Jupiter-C sont lancées et il reste une dizaine de lanceurs de ce type en réserve. Medaris, apprenant que le programme Vanguard est en difficulté, donne l'ordre de préparer trois de ces lanceurs au cas où le lanceur Jupiter-C serait amené à remplacer au pied levé le lanceur Vanguard. De son côté, Pickering prépare la reconversion du JPL. Peu après sa nomination en 1954, il a convenu avec le responsable du Caltech, gestionnaire du laboratoire JPL, que le missile Sergeant soit le dernier missile développé par son laboratoire. Pour Pickering, la réalisation d'engins spatiaux, en particulier le développement de l'électronique sophistiquée d'un satellite artificiel, constitue un objectif beaucoup plus prometteur. Durant l'été 1957, il propose de développer un premier satellite dont la charge utile est une expérience de détection du rayonnement cosmique fournie par un professeur de Caltech et un autre instrument fourni par un astronome de l'observatoire Palomar. Mais sa proposition reste sans suite.

### Lancement deSpoutnik 1
Au milieu de septembre 1957, les premières rumeurs d'un lancement imminent d'un satellite par les Soviétiques se mettent à circuler. Finalement, le 4 octobre 1957, les Soviétiques annoncent le lancement réussi de Spoutnik 1. Pour le public américain, peu au courant des travaux en cours côté américain, c'est un choc. Dans le climat de guerre froide opposant les États-Unis et l'Union soviétique, ce succès des ingénieurs soviétiques, semble démontrer une supériorité inattendue et est ressenti comme un camouflet par la population américaine et ses dirigeants persuadés de la domination absolue de leur pays. La crise du Spoutnik suscite également un climat de peur car il met en évidence que l'Union soviétique a désormais les moyens de frapper le territoire américain avec un projectile nucléaire sans qu'il existe de parade. Dans ce nouveau contexte, von Braun et Medaris plaident de nouveau la cause de leur lanceur Jupiter-C auprès du secrétaire à la Défense Neil H. McElroy, dans un premier temps sans résultat. Mais après le lancement de Spoutnik 2 qui a lieu le 3 novembre, les équipes du JPL et de von Braun sont autorisées à préparer le lancement d'un satellite. Toutefois, le lancement n'est autorisé que si le programme Vanguard ne parvient pas à tenir ses échéances.
La crise du Spoutnik déclenche une course à l'espace entre les deux superpuissances dont l'objectif est de démontrer leur supériorité. Les responsables américains décident d'optimiser l'organisation du programme spatial civil américain. Celui-ci reçoit une priorité basse par rapport aux projets militaires de missiles balistiques pour ne pas détourner de celui-ci les rares spécialistes du domaine et ne pas monopoliser les installations de développement et de test. À la suite de la première soviétique, une commission dirigée par James R. Killian, directeur du Massachusetts Institute of Technology (MIT) est créée début novembre par la Maison-Blanche pour déterminer les différents scénarios d'organisation du programme spatial civil dans le but de combler le retard apparent par rapport aux réalisations soviétiques. Ces réflexions aboutissent à la création de l'agence spatiale de la NASA par conversion du centre de recherche aérospatial du National Advisory Committee for Aeronautics (NACA) et regroupement en son sein des différents projets et établissements (Jet Propulsion Laboratory, ABMA, équipe du programme Vanguard) gérés jusque là par les militaires.

### Feu vert pour le projetOrbiter
Le JPL et l'armée de terre s'engagent à lancer un satellite dans un délai de 90 jours. La distribution des rôles entre le JPL et l'équipe de von Braun est rapidement figée. Ce dernier souhaite développer le satellite mais celui-ci est confié au JPL. L'équipe de von Braun prépare le lanceur sous le nom de code missile 29 pour préserver le secret sur ces préparatifs tandis que le JPL crée de nouvelles stations pour permettre le suivi du satellite et met la dernière main au dernier étage du lanceur (fusée Recruit) qui doit également héberger la charge utile. Un collaborateur de James Van Allen s'installe à Pasadena pour assembler l'expérience sur les rayons cosmiques. Le satellite, dont la masse est de 8,4 kg, emporte outre l'expérience sur les rayons cosmiques, une deuxième expérience destinée à détecter les micrométéorites. Stabilisé par rotation (12 tours par seconde), sa température est contrôlée grâce à l'application de bandes de peinture alternées blanches (non réfléchissantes) et noires (réfléchissantes). Il dispose de deux émetteurs radio et l'énergie est fournie par des batteries qui garantissent une durée de vie de quelques mois. N'ayant pas le temps d'installer un enregistreur à bande magnétique, un système ingénieux est mis au point pour compter le nombre de rayons cosmiques entre deux contacts avec les stations terriennes. Le 6 décembre a lieu le premier lancement du lanceur Vanguard TV3 mais celui-ci est détruit immédiatement, 2 secondes après son décollage.

### Lancement du satelliteExplorer 1

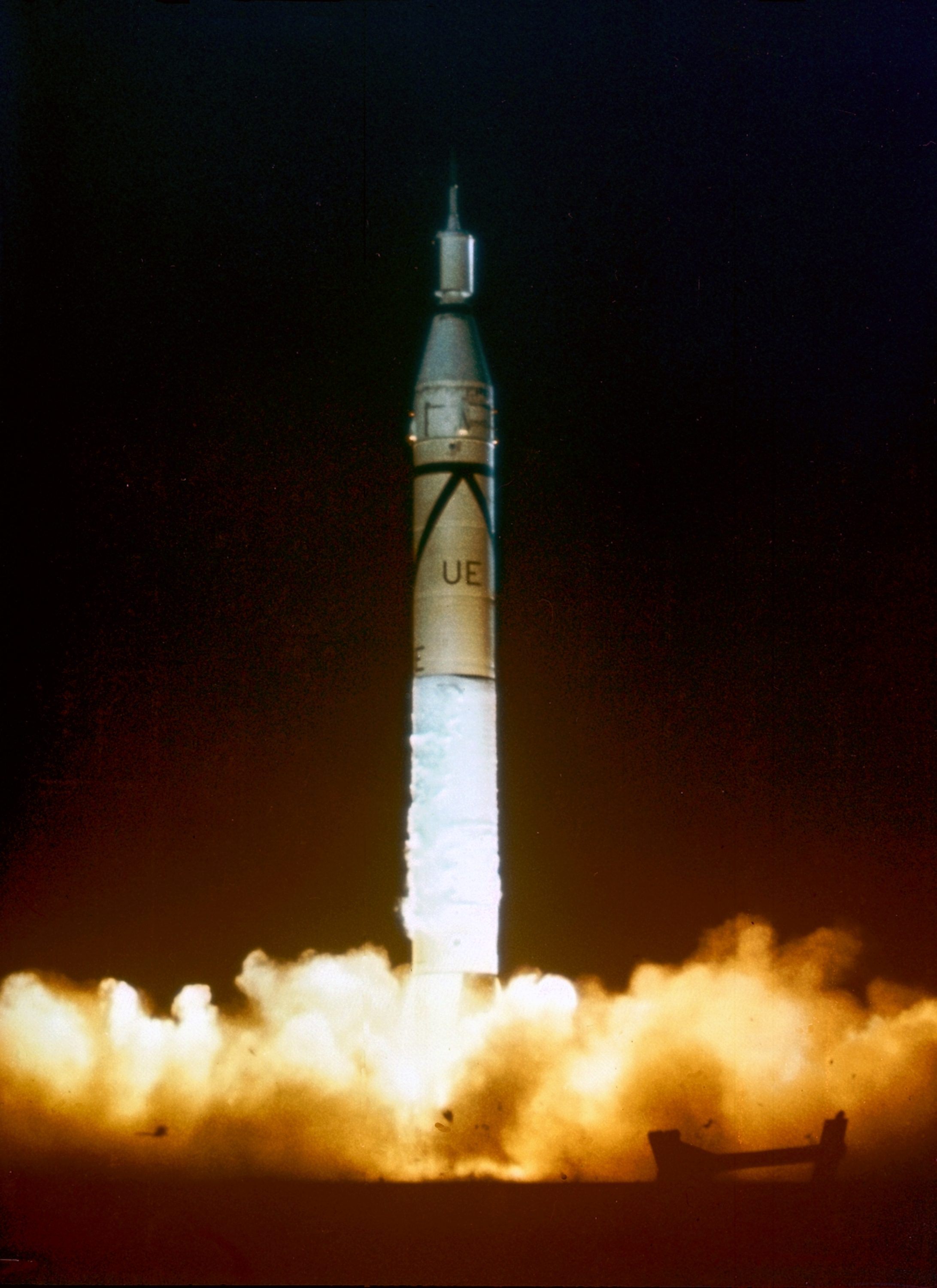
Le lancement du satellite Explorer 1 le 1 février 1958.

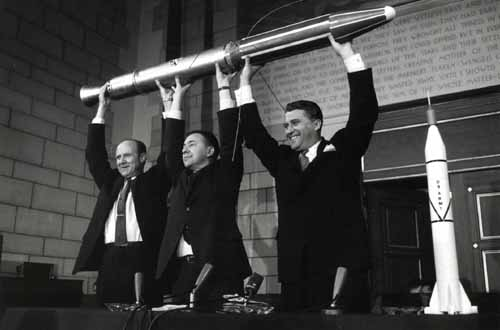
Les concepteurs du satellite Explorer 1 William Pickering, James Van Allen et Wernher von Braun soulèvent une maquette du satellite durant la conférence de presse qui a lieu immédiatement après la confirmation de la satellisation.

Le 20 décembre 1957, le premier étage du lanceur Jupiter-C arrive à la base de lancement de Cap Canaveral en Floride. Au cours du mois suivant, le satellite puis les étages supérieurs sont assemblés sur le pas de tir 26A et une première répétition du lancement est effectuée le 27 janvier 1958. Après avoir différé durant plusieurs jours le décollage à cause de conditions météorologiques défavorables, le lanceur Juno I décolle le 1er février 1958, à 03 h 48 GMT et place sur orbite le satellite Explorer 1, qui devient ainsi le premier satellite artificiel américain. Son orbite a un périgée de 358 kilomètres, un apogée de 2 550 kilomètres, avec une période de 114,8 minutes,,. La masse totale du satellite est de 13,97 kilogrammes, dont 8,3 kg d'instrumentation, batteries comprises.
Peu avant le lancement, les trois principaux responsables du projet - von Braun, Pickering et Van Allen - sont envoyés à Washington pour réaliser une conférence de presse sur les résultats de cette tentative. Compte tenu du nombre d'échecs qui ont précédé ce vol et de la pression des médias et du personnel politique, le climat est tendu. von Braun emporte des lunettes noires pour se faufiler à l'extérieur afin de semer les journalistes en cas d'échec. Toutefois, il est prévu que la conférence de presse ne soit convoquée que si le lancement est un succès. C'est une station de réception radio située sur la côte ouest qui est chargée de détecter le signal radio que doit émettre le satellite en cas de succès en survolant cette région du globe. D'après les calculs, le signal doit être détecté 106 minutes après le décollage du lanceur. Les responsables du projet et quelques officiels sont installés dans la salle de guerre du Pentagone attendant le retour de la station en Californie avec laquelle ils sont en liaison téléphonique. Mais au bout des 106 minutes fatidiques aucun signal n'est reçu. Les minutes passent et la tension monte quand finalement, à la 114e minute, la station annonce qu'elle a reçu un signal fort signifiant le succès du lancement. L'explication est que le lanceur est plus efficace que prévu et place le satellite sur une orbite plus haute (le satellite met plus de temps à boucler son orbite).
Les journalistes sont convoqués pour une conférence de presse qui doit avoir lieu une heure plus tard (à 2 heures du matin) au siège de l'Académie nationale des sciences. C'est le milieu d'une nuit d'hiver et von Braun se demande si la conférence de presse ne va pas se dérouler devant une salle vide. Mais à leur arrivée, l'amphithéâtre est bondé et von Braun doit se faufiler par une entrée latérale pour pénétrer dans le bâtiment. La conférence tourne à l'hystérie collective. Le clou de l'événement lorsque les trois héros du jour, de manière spontanée, soulèvent ensemble une maquette du satellite Explorer 1 avec son dernier étage pour la présenter à la foule des photographes. Comme pour le Spoutnik 1 soviétique, le satellite est lancé sans lui donner de nom. Après le lancement plusieurs sont proposés - Missile 29, Deal, Highball, Topkick - mais le président Eisenhower choisit Explorer (en français : explorateur) destiné à marquer le caractère pacifique de l'événement.

### Déroulement de la mission
Explorer 1 transmet des données durant 111 jours jusqu'à l'épuisement de ses batteries qui interrompt les échanges le 23 mai 1958. Le satellite reste en orbite plus de 12 ans. Les forces de traînée générées par l'atmosphère résiduelle diminuent progressivement l'altitude de son périgée et le 31 mars 1970 il pénètre dans les couches d'atmosphères denses et se consume au-dessus de l'océan Pacifique.
Une réplique de taille réelle du satellite Explorer 1 est exposée dans la galerie Milestones of Flight, au Smithsonian Institution du National Air and Space Museum.

## Caractéristiques techniques

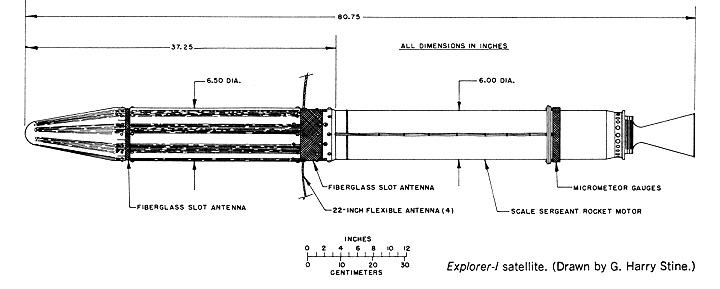
Schéma avec description du satellite Explorer 1.

Explorer 1 est conçu et fabriqué par le Jet Propulsion Laboratory (JPL) du California Institute of Technology (Caltech) sous la direction de William Hayward Pickering. C'est le second satellite, après Spoutnik 2, à embarquer une charge utile. La conception de son instrumentation scientifique embarquée est confiée à James Van Allen de l'université de l'Iowa. Elle est constituée de :
- un compteur Geiger-Müller Anton 314 omnidirectionnel, conçu par le Docteur George Ludwig de l'Iowa's Cosmic Ray Laboratory, pour détecter les rayons cosmiques (d'une énergie E > 30 MeV pour les protons et E > 3 MeV pour les électrons). La plupart du temps, l'instrument est saturé[20].
- cinq capteurs de température (un interne, trois externes et un dans la coiffe).
- un microphone (Acoustic Micrometeorite Detector), un transducteur et un amplificateur électronique pour détecter les impacts de micrométéorites en captant les vibrations du corps du satellite[21],[22].
- un détecteur à grille (Micrometeorite Erosion Gauge Wire Grid Detector), également destiné à détecter les impacts de météorites. En cas d'impact d'une micrométéorite d'environ 10 µm, une connexion électrique est détruite, et l'événement est enregistré[21],[22].

En raison de l'espace limité et des exigences de poids réduit, l'instrumentation du satellite Explorer 1 est conçue pour être simple et fiable. L'énergie est fournie par des batteries au mercure qui représentent approximativement 40 % de la masse de la charge utile. Les données fournies par ces instruments sont transmises lors du survol de l'une des dix-sept stations au sol par deux antennes opérant à des fréquences de 108,00 et 108,03 MHz,.

### Instruments scientifiques

#### Détecteur de rayon cosmique
Pour mesurer le flux des rayonnements cosmiques, un compteur Geiger-Müller Anton 314 omnidirectionnel, a été conçu par le Docteur George Ludwig de l'Iowa's Cosmic Ray Laboratory. Il est performant sur une plage d'énergie E > 30 MeV pour les protons et E > 3 MeV pour les électrons. La plupart du temps, l'instrument est saturé. L'expérience s'est déroulée normalement jusqu'au 16 mars 1958, date à laquelle les batteries de l'appareil se sont épuisées. L'expérience a abouti à la découverte de la ceinture de Van Allen.

## Résultats

### Premiers indices de la ceinture de Van Allen
Les compteurs Geiger embarqués à bord du satellite Explorer I détectent un rayonnement considéré comme conforme aux pronostics effectués avant le vol par les scientifiques (environ 30 particules par seconde) sur une partie de son orbite mais sur d'autres parties de l'orbite aucun rayonnement n'est détecté. Aucune explication satisfaisante n'est trouvée d'autant plus que sur ce premier satellite, il n'existe aucun système d'enregistrement et les données scientifiques sont transmises en temps réel aux stations terriennes. Lorsque aucune station n'est en vue (ce qui est fréquent à faible altitude), les données sont perdues. L'équipe scientifique de l'université de l'Iowa placée sous la direction de James van Allen, ne sait comment interpréter ces données. Le mystère est levé avec la découverte de la ceinture de Van Allen en forme de beignet, dans le cadre de la mission Explorer 3. Ce satellite dispose des mêmes instruments mais emporte en plus un enregistreur à bande magnétique qui permet de disposer de l'ensemble des données sur toute l'orbite.

### Micrométéorites
Sur une période de onze jours, le microphone détecte et transmet aux stations au sol 145 impacts de poussières cosmiques, correspondant à un taux de 8 × 10−3 impacts par mètre carré et par seconde.